# Ying Lianzhi
 (mai 2019).
Si vous disposez d'ouvrages ou d'articles de référence ou si vous connaissez des sites web de qualité traitant du thème abordé ici, merci de compléter l'article en donnant les références utiles à sa vérifiabilité et en les liant à la section « Notes et références ».
Ying Lianzhi (chinois simplifié : 英敛之 ; chinois traditionnel : 英斂之 ; pinyin : yīng liǎnzhī, né le 23 novembre 1867, dans la forteresse de Wanping, sous la Dynastie Qing, et décédé le 10 janvier 1926 à Pékin, sous la République de Chine (1912-1949), également connu sous le nom de Ying Hua (英华 / 英華, yīng huá) est un serviteur mandchou de la bannière mandchou Rouge, au sein des huit bannières.
Il est le fondateur du plus ancien journal en chinois existant encore à ce jour, le Ta Kung Pao, en 1902. Il fonde également, avec le prêtre belge lazariste, Vincent Lebbe, le premier journal catholique en chinois. Il participe enfin à l'Université catholique Fu-Jen, à Pékin.
Ying Lianzhi confie son fils, Ying Qianli, à Vincent Lebbe qui l'amène en Europe où il reçoit une éducation occidentale.  Sa fille, Ying Yin devient actrice.